# 会津鉄道AT-350形気動車
会津鉄道AT-350形気動車 （あいづてつどうAT-350がたきどうしゃ）は、2009年（平成21年）に1両が製造された会津鉄道の観光用気動車である。

## 概要
会津鉄道ではJR東日本からキハ30形気動車を購入し、AT-300形気動車として1999年（平成11年）に導入、お座敷気動車（AT-103）・展望気動車（AT-401）と編成を組んで運用してきた。しかし改造元であるキハ30 18は1964年（昭和39年）製で、製造から45年が経過し老朽化が進行したため、新製車両で置き換えることになった。
2代目となる自走式トロッコ車両は2009年（平成21年）12月に新潟トランシスで製造された が、同時期に製造されたAT-600形・650形・AT-700形・AT-750形がカミンズ製エンジン搭載、電気指令式ブレーキを採用した一方、AT-350形は新潟原動機製エンジンを搭載、AT-103、AT-401と連結して運用されるためDA1A自動空気ブレーキを採用している。

## 構造

### 車体

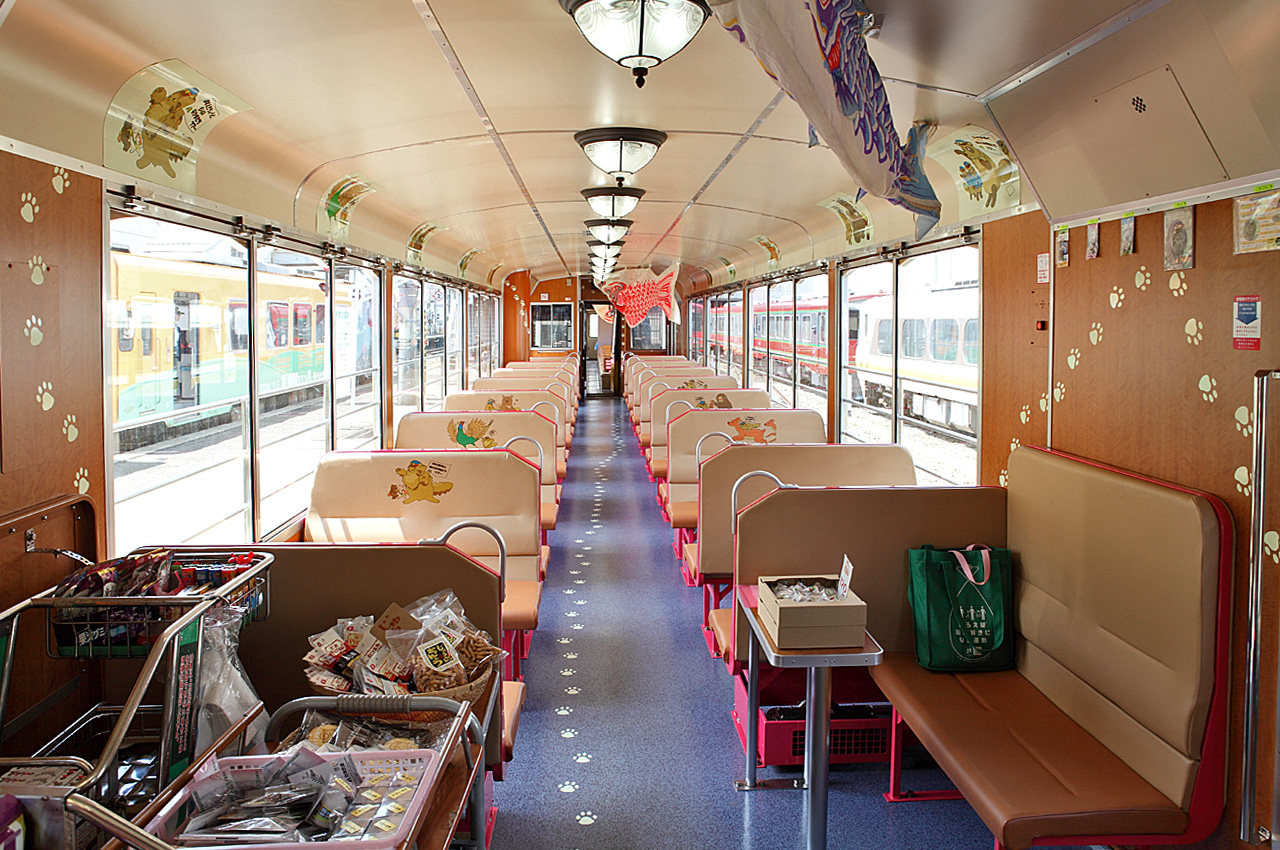
車内

乗務員室は左隅式、正面に貫通扉が設けられた。単独での運行がないため、片運転台となった が、後位側の運転台に相当する部分は車内販売用のスペースとされた。客用扉は幅950 mmのものが運転室直後に1か所、反対側の小窓一枚を挟んだ車端にもう1か所、乗務員扉は運転席側にのみ設けられたが、運転台のない側の車端にも連結面向かって左側に乗務員扉が設けられている。扉間には2連のもの2組、3連のもの2組の取り外し式の窓が設けられたが、戸袋部に窓はない。トイレは設置されていない。
車内はテーブル付4人掛ボックスシート13組が設けられ、運転台がない側には線路方向を向いた2人掛けの座席1組も設けられた。扉付近には2人掛ロングシートが3脚設けられ、運転台直後の正面向かって右側には車椅子スペースがある。座席の背もたれには沿線に生息する動物のイラストが描かれ、天井には芦ノ牧温泉駅の名誉駅長だったネコ「ばす」のイラストが足跡とともに蓄光シートで貼られている。車内には郵便ポストが置かれ、ここに投函された郵便物には「ばす」があしらわれた特製の消印が押される。外装色は連結して運転されるAT-401と連続性をもたせた、黒系のものとされた。

### 走行装置
エンジンは、新潟原動機製横形直列6気筒DMF13HZディーゼルエンジン（定格出力243 kW / 2,000 rpm） を1基搭載、動力は新潟コンバーター製TACN-22-1628液体変速機（変速1段、直結2段） を介して台車に伝達される。前位側台車は動台車NF01JD、後位側は従台車NF01JTで、いずれもボルスタレス空気ばね式である。制動装置はAT-103、AT-401との併結運転のためDA1A自動空気ブレーキとなった。保安装置としてATS-SNを装備していた が、鬼怒川温泉駅までの乗り入れに備え、2012年（平成24年）3月に、東武鉄道用列車無線、東武用ATS（ATS-TSP）が搭載されている。

### 空調装置
暖房装置はエンジン冷却水を利用した温風式である。夏季は窓を取り外して運転されるため、冷房装置は搭載されていない。

## 車歴
| 車両番号 | 製造       | 廃車 |
| -------- | ---------- | ---- |
| 351      | 2009年12月 | -    |

## 運用

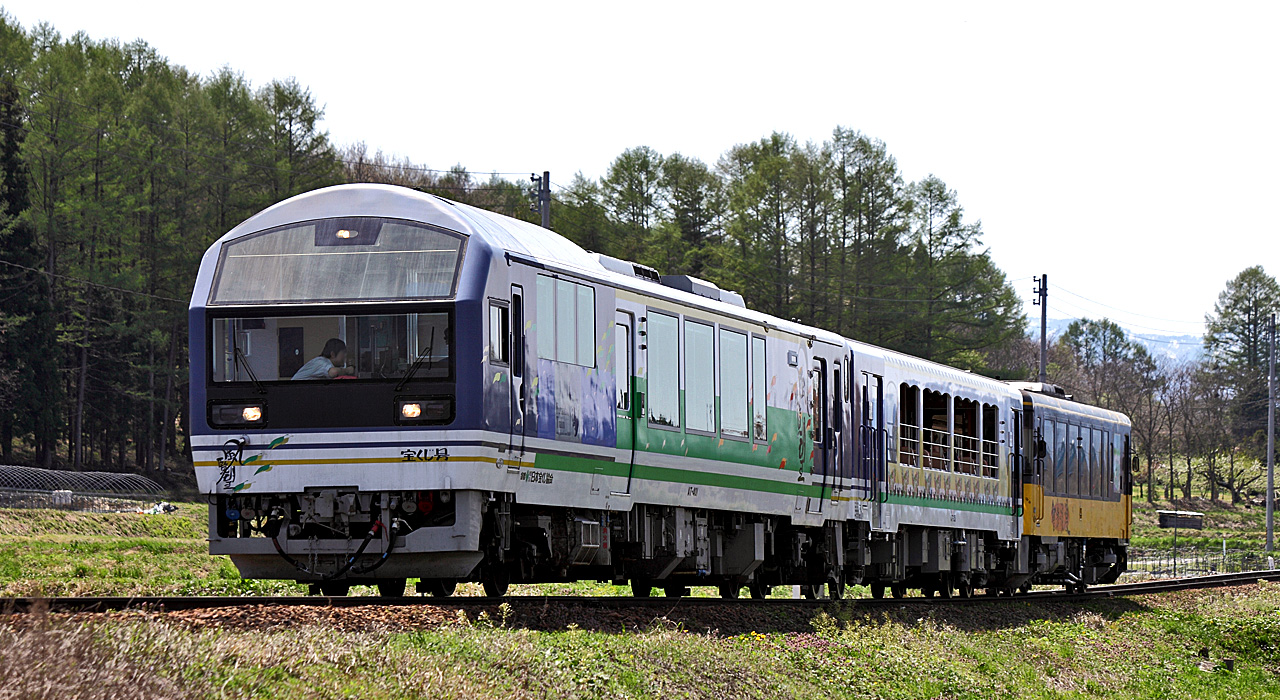
「お座トロ展望列車」

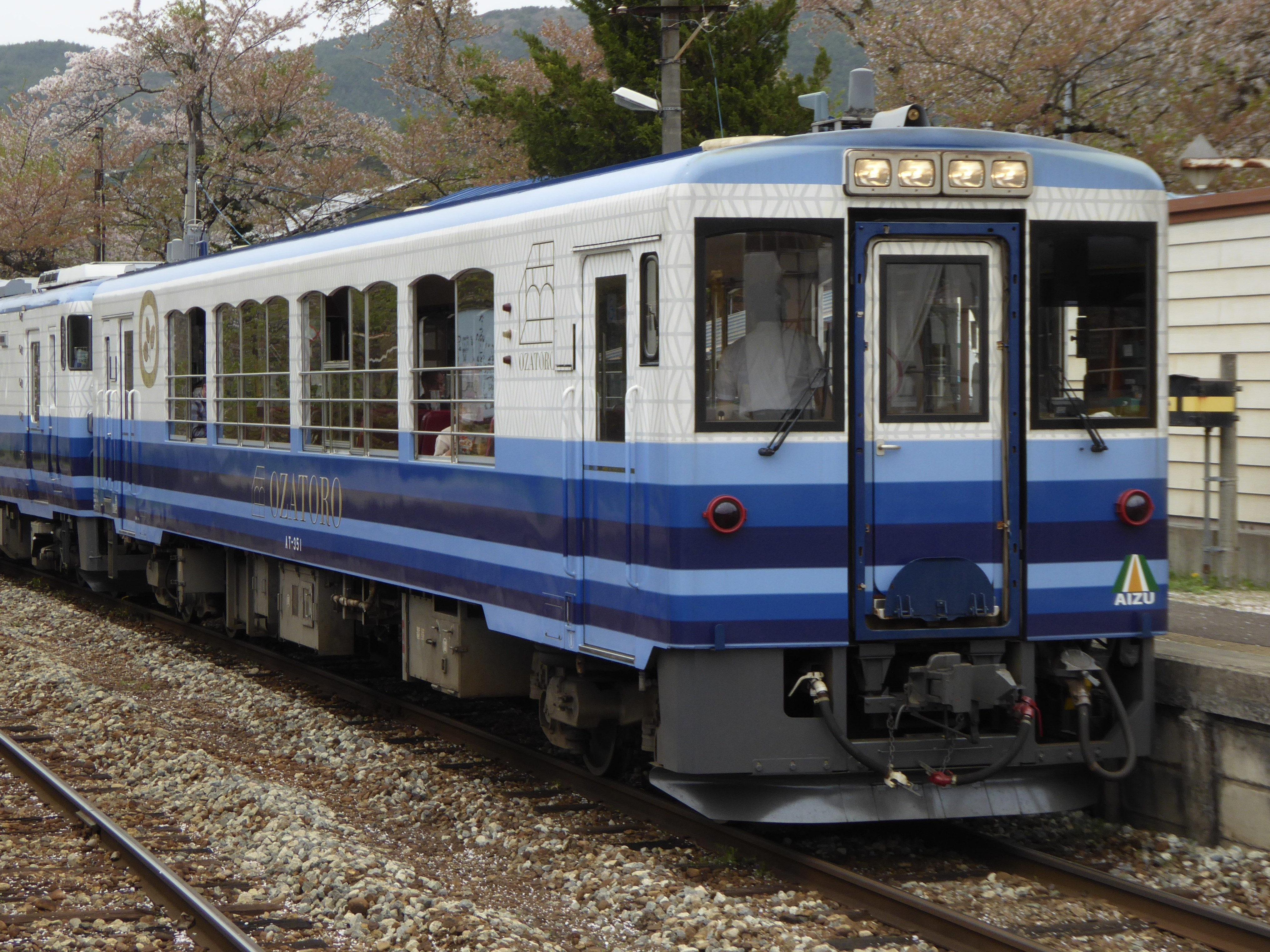
2021年の外装リニューアル後の姿

AT-301に代わって、2010年2月6日に会津若松駅 - 会津田島駅間の「お座トロ展望列車会津浪漫号」として運用を開始した。
2021年7月には只見線乗り入れツアーに合わせて外装リニューアルが行われ、AT-401と同じパターンで青系のグラデーションの帯を配した塗装に変更された。

### 雑誌記事
- 『鉄道ピクトリアル』通巻742号「特集 キハ35・45系」（2004年2月・電気車研究会）
  - 「キハ35・45系　車歴表」 pp. 64-74
- 『鉄道ピクトリアル』通巻767号「鉄道車両年鑑2006年版」（2006年10月・電気車研究会）
  - 「民鉄車両諸元表」 pp. 178-181
- 『鉄道ピクトリアル』通巻840号「鉄道車両年鑑2010年版」（2010年10月・電気車研究会）
  - 岸上 明彦「2009年度民鉄車両動向」 pp. 116-142
  - 会津鉄道（株）運輸部運輸課 川原田宏「会津鉄道 AT350形」 pp. 143-144
  - 「民鉄車両諸元表」 pp. 185-187
  - 「各社別新造・改造・廃車一覧」 pp. 212-225
- 『鉄道ピクトリアル』通巻868号「鉄道車両年鑑2012年版」（2012年10月・電気車研究会）
  - 岸上 明彦「2011年度民鉄車両動向」 pp. 86-119
  - 「各社別新造・改造・廃車一覧」 pp. 220-231

### Web資料
- “会津鉄道の新トロッコ車両が甲種輸送される”.   railf.jp (2009年12月22日). 2017年3月22日閲覧。
- “会津鉄道AT-351形が営業運転を開始”.   railf.jp (2010年2月8日). 2017年3月22日閲覧。
- “会津鉄道「お座トロ展望列車」が喜多方乗り入れ”.   railf.jp (2010年11月15日). 2017年3月22日閲覧。
- “会津鉄道「お座敷トロッコ展望列車」が喜多方へ”.   railf.jp (2011年11月21日). 2017年3月22日閲覧。
- “会津鉄道「お座トロ展望列車」が鬼怒川温泉に乗り入れ”.   railf.jp (2012年3月26日). 2017年3月22日閲覧。